# Манталос, Петрос
Петрос Эвангелос Манталос (греч. Πέτρος Ευάγγελος Μάνταλος; 31 августа 1991, Комотини, Греция) — греческий футболист, полузащитник клуба АЕК и сборной Греции.

## Клубная карьера
Манталос — воспитанник клуба «Ксанти». 13 сентября 2009 года в матче против «Эрготелиса» он дебютировал в греческой Суперлиге. 4 декабря 2012 года в поединке против «Докса» Петрос забил свой первый гол за «Ксанти». Летом 2013 года Манталос перешёл в столичный АЕК, но ещё на год был оставлен в «Ксанти».
Летом 2014 года Петрос вернулся АЕК. 19 октября в матче против «Аполлон Смирнис» он дебютировал в футбольной лиге Греции. В этом же поединке Манталос забил свой первый гол за АЕК, реализовав пенальти. По итогам сезона он помог клубу вернуться в элиту. В 2016 году Петрос в составе АЕКа стал обладателем Кубка Греции. В 2017 году он стал серебряным призёром чемпионата.

## Международная карьера
7 сентября 2014 года в отборочном матче чемпионата Европы 2016 против сборной Румынии Манталос дебютировал за сборную Греции. 7 июня 2016 года в товарищеском матче года против сборной Австралии Петрос забил свой первый гол за национальную команду.

### Голы Манталоса за сборную Греции
| #  | Дата           | Место                         | Противник | Счёт | Результат | Соревнование                     |
| -- | -------------- | ----------------------------- | --------- | ---- | --------- | -------------------------------- |
| 1. | 7 июня 2016    | Доклендс, Мельбурн, Австралия | Австралия | 0:1  | 1:2       | Товарищеский матч                |
| 2. | 7 октября 2016 | Караискакис, Пирей, Греция    | Кипр      | 1:0  | 2:0       | Чемпионат мира 2018 квалификация |

## Достижения
АЕК
- Обладатель Кубка Греции: 2016